# Niels Møller (litteraturhistoriker)
 Der er flere personer med dette navn, se Niels Møller.
Niels Møller (født 26. juni 1885 i København, død 24. januar 1958) var en dansk litteraturhistoriker, salmeforsker, dr.phil., bror til Ejler Møller.
Niels Møller var søn af sognepræst, senere biskop i Aalborg Christen Vilhelm Victor Møller og Henriette Marie født Groth. Han blev student fra Herlufsholm 1903, cand.mag. i dansk, engelsk og fransk 1910 og blev i 1923 dr.phil. på disputatsen Salmesprog og Salmetyper. En psykologisk Undersøgelse af Reformationsaarhundredets danske Menighedssang til og med Hans Thomissøns Salmebog. Møller var lærer på Askov Højskole 1910-11, hvor han ægtede Anna Margrethe Høeberg. Fra 1911 til 1938 var Møller seminarielærer ved Odense Seminarium, som blev ledet af broderen Ejler, men blev i sidstnævnte år lektor ved Tønder Statsseminarium, hvorfra han tog afsked 1952 og flyttede til Sønderborg. Han var Ridder af Dannebrog.
Derudover forfattede Møller talrige artikler om hymnologiske emner, undersøgelser af enkeltsalmer og studier af salmedigtere, fortrinsvis offentliggjort i års- og tidskrifter. En forelæsningsrække på Pastoralseminariet i København førte til bogen: Salmebogen i Præstens Haand (1941). Hans direkte salmearbejde består i oversættelser og bearbejdelser, samt en tildigtet strofe (v. 4) i salmen: En vej eller anden.
Han var medlem af bestyrelsen for Diakonissestiftelsen, af Det grundtvigske Salmebogsudvalg (1942-44) samt af det 1946 nedsatte udvalg til udarbejdelse af en ny dansk kirkesalmebog. Desuden redaktør af Kirke og Folk 1924-34 og af Kirken og Tiden 1935-39.